# Montecristo (Colômbia)

Localização do município de Monte Cristo no departamento de Bolívar

Montecristo é um município do departamento de Bolívar, na Colômbia.